# Jamides morphoides
Jamides morphoides är en fjärilsart som beskrevs av Butler 1884. Jamides morphoides ingår i släktet Jamides och familjen juvelvingar. Inga underarter finns listade i Catalogue of Life.